# Léda et le Cygne (Clésinger)
Pour les articles homonymes, voir Léda et le Cygne.
Léda et le Cygne est un groupe sculpté en marbre de 1864 du sculpteur français Auguste Clésinger (1814-1883), conservé au Musée de Picardie à Amiens.

## Mythologie
Cette œuvre est inspirée d'un épisode de la mythologie grecque. Selon Homère, Zeus (transformé en cygne) s'unit à  Léda. De ses amours avec le dieu, Léda mit au monde deux enfants, Hélène et Pollux.

## Historique
Cette sculpture de 1864 fut acheté par l'État en 1865.

## Caractéristiques
Ce groupe sculpté, en marbre blanc est composé de deux éléments : Léda est représentée nue prenant une pose lascive, allongée sur un drap plissé, la jambe gauche allongée tandis que la droite repliée vers l'avant appuie le genou sur la cuisse gauche. La tête est rejetée légèrement en arrière, Léda appuie son avant-bras gauche sur le sol tandis qu'elle enserre un cygne de la main droite. L'oiseau,  ailes déployées, appuie son corps contre la cuisse droite de Léda tandis que son cou, ondulant tel un serpent permet au bec de venir caresser le menton de Léda. Il n'est pas nécessaire d'insister sur le caractère érotique de la scène.